# Пузановский (хутор)
Пузановский — хутор в Верхнедонском районе Ростовской области.
Входит в состав Солонцовского сельского поселения.

## Население
| 1989 | 2002 | 2010 |
| ---- | ---- | ---- |
| 64   | ↘44  | ↘14  |

## Улицы
На хуторе имеется одна улица: Пузановская.